# Манифест ремиксера
Манифе́ст реми́ксера — документальный фильм режиссёра Бретта Гейлора, посвящённый проблемным аспектам авторского права в век развивающихся цифровых технологий.
Фильм создавался в течение шести лет и в него вошли ремиксы сотен людей, которые загружали свои работы на специально созданный режиссёром сайт Open Source Cinema, внося свой вклад в создание «первого в мире документального фильма, создаваемого на основе открытых источников». Выпущен фильм был по лицензии Creative Commons.

## Предыстория фильма
Перед тем как взяться за производство фильма, Бретт Гейлор долгое время путешествовал по миру в поисках единомышленников, с помощью которых был в итоге составлен «Манифест ремиксера», лёгший в основу его фильма. Манифест провозглашает следующие принципы:
1. Культура всегда строится на прошлом
2. Прошлое всегда пытается контролировать будущее
3. Наше будущее всё менее свободно
4. Для того, чтобы построить свободное общество необходимо ограничить контроль в прошлом.

## Участники
В съёмках фильма приняли участие многие известные личности:
- Грег Гиллис (известный под псевдонимом Girl Talk[англ.]) — музыкант, специализирующийся на создании ремиксов в стиле мэшап. При создании музыкантом альбома Night Ripper[англ.] он нарушил авторское право более, чем триста раз, что в общем могло бы обойтись ему примерно в 45 миллионов долларов[4].
- Лоуренс Лессиг — основатель Creative Commons и идеологический вдохновитель движения за свободную информацию.
- Жилберту Жил — известный бразильский автор-исполнитель, министр культуры Бразилии в 2003—2008 гг. Будучи на посту министра, Жилберту Жил в партнерстве с Creative Commons инициировал программу Culture Points, целью которой было обеспечение доступа к музыкальным и образовательным технологиям людям, живущих в самых бедных районах страны[5].
- Дэн О’Нил[англ.] — современный художник-мультипликатор, создатель скандально известного комикса Air Pirates[англ.], который стал причиной судебного процесса компании Walt Disney против художника.

Также в фильме принимает участие Джемми Томас — мать-одиночка, у которой Американская ассоциация звукозаписывающих компаний отсудила $222 220. Вина женщины заключалась в том, что она выложила 24 песни на файлобменник Kazaa.

## Фестивали и награды
В 2008 г. фильм получил приз зрительских симпатий на Международном фестивале документальных фильмов в Амстердаме.
Фильм был награждён премией Cadillac People’s Choice Award кинофестиваля в Уистлере и премией Audience Choice кинофестиваля в Энн-Арборе, также получил Специальный приз жюри на кинофестивале Festival Nouveau Cinéma de Montréal.

## Манифест ремиксера 2.0
В феврале 2009 г. на сайте Open Source Cinema появилось объявление, в котором Бретт Гейлор призвал пользователей активно создавать ремиксы из оригинального «Манифеста ремиксера». Обновлённая версия фильма была показана на кинофестивале SilverDocs.